# Campeonato Juvenil de la AFC 1968
El Campeonato Juvenil de la AFC 1968 se llevó a cabo del 2 al 16 de mayo en Seúl, Corea del Sur y contó con la participación de 12 selecciones juveniles de Asia.
Birmania venció en la final a Malasia para ganar el título por quinta ocasión y terminar con el dominio que tuvo Israel, quien había ganado las últimas cuatro ediciones.

## Participantes
| - Birmania - Hong Kong - India - Israel | - Japón - Malasia - Filipinas - Singapur | - Vietnam del Sur - Corea del Sur (anfitrión) - Taiwán - Tailandia |

## Primera ronda

### Grupo A
| País          | J | G | E | P | GF | GC | GD | Pts |
| ------------- | - | - | - | - | -- | -- | -- | --- |
| Corea del Sur | 3 | 3 | 0 | 0 | 10 | 2  | +8 | 6   |
| Tailandia     | 3 | 1 | 1 | 1 | 6  | 5  | +1 | 3   |
| Hong Kong     | 3 | 0 | 2 | 1 | 3  | 6  | –3 | 2   |
| Japón         | 3 | 0 | 1 | 2 | 0  | 6  | –6 | 1   |

| 2 de mayo | Hong Kong     | 1-4 | Corea del Sur |
|           | Tailandia     | 3–0 | Japón         |
| 4 de mayo | Hong Kong     | 2–2 | Tailandia     |
| 5 de mayo | Corea del Sur | 3–0 | Japón         |
| 7 de mayo | Japón         | 0–0 | Hong Kong     |
| 8 de mayo | Corea del Sur | 3–1 | Tailandia     |

### Grupo B
| País            | J | G | E | P | GF | GC | GD  | Pts |
| --------------- | - | - | - | - | -- | -- | --- | --- |
| Birmania        | 3 | 3 | 0 | 0 | 14 | 0  | +14 | 6   |
| Filipinas       | 3 | 1 | 0 | 2 | 3  | 7  | –4  | 2   |
| Singapur        | 3 | 1 | 0 | 2 | 4  | 9  | –5  | 2   |
| Vietnam del Sur | 3 | 1 | 0 | 2 | 2  | 7  | –5  | 2   |

| 3 de mayo | Filipinas       | 3–1 | Singapur        |
|           | Birmania        | 4–0 | Vietnam del Sur |
| 5 de mayo | Vietnam del Sur | 1–0 | Filipinas       |
|           | Birmania        | 5–0 | Singapur        |
| 8 de mayo | Filipinas       | 0-5 | Birmania        |
|           | Singapur        | 3–1 | Vietnam del Sur |

### Grupo C
| País    | J | G | E | P | GF | GC | GD  | Pts |
| ------- | - | - | - | - | -- | -- | --- | --- |
| Israel  | 3 | 3 | 0 | 0 | 13 | 0  | +13 | 6   |
| Malasia | 3 | 2 | 0 | 1 | 6  | 6  | 0   | 4   |
| India   | 3 | 1 | 0 | 2 | 4  | 4  | 0   | 2   |
| Taiwán  | 3 | 0 | 0 | 3 | 1  | 14 | –13 | 0   |

| 4 de mayo | Malasia | 2–1 | India   |
|           | Taiwán  | 0-7 | Israel  |
| 7 de mayo | India   | 3–0 | Taiwán  |
|           | Israel  | 4–0 | Malasia |
| 9 de mayo | Israel  | 2–0 | India   |
|           | Malasia | 4–1 | Taiwán  |

## Segunda ronda

### Grupo A
| País      | J | G | E | P | GF | GC | GD | Pts |
| --------- | - | - | - | - | -- | -- | -- | --- |
| Israel    | 2 | 1 | 1 | 0 | 3  | 1  | +2 | 3   |
| Birmania  | 2 | 1 | 1 | 0 | 4  | 2  | +2 | 3   |
| Tailandia | 2 | 0 | 0 | 2 | 1  | 5  | –4 | 0   |

| 11 de mayo | Tailandia | 0-2 | Israel    |
| 12 de mayo | Israel    | 1–1 | Birmania  |
| 13 de mayo | Birmania  | 3–1 | Tailandia |

### Grupo B
| País          | J | G | E | P | GF | GC | GD | Pts |
| ------------- | - | - | - | - | -- | -- | -- | --- |
| Corea del Sur | 2 | 2 | 0 | 0 | 7  | 1  | +6 | 4   |
| Malasia       | 2 | 1 | 0 | 1 | 2  | 5  | –3 | 2   |
| Filipinas     | 2 | 0 | 0 | 2 | 2  | 5  | –3 | 0   |

| 11 de mayo | Filipinas     | 1-3 | Corea del Sur |
| 12 de mayo | Malasia       | 2–1 | Filipinas     |
| 13 de mayo | Corea del Sur | 4–0 | Malasia       |

## Ronda final

### Semifinales
| Equipo 1      | Resultado | Equipo 2 |
| ------------- | --------- | -------- |
| Corea del Sur | 1-11      | Birmania |
| Israel        | 0-1       | Malasia  |

1- Birmania ganó por el lanzamiento de una moneda.

### Tercer lugar
| Equipo 1      | Resultado | Equipo 2 |
| ------------- | --------- | -------- |
| Corea del Sur | 0-0       | Israel   |

### Final
| Equipo 1 | Resultado | Equipo 2 |
| -------- | --------- | -------- |
| Birmania | 4-0       | Malasia  |

## Campeón
| Campeonato Juvenil de la AFC 1968 |
| --------------------------------- |
| Bandera de Birmania               |
| Birmania 4º Título                |